# Promagistrat
I det antikke Rom var en promagistrat (latin: pro magistratu) en person, der fik tildelt magt via prorogation til at handle i stedet for en almindelig magistrat. Dette var normaltvis prokonsuler eller proprætorer – det vil sige at disse fik tildelt magt til handlede i stedet for henholdsvis konsuler eller prætorer. Dette var en praksis udvikling, der begyndte i 327 f.Kr. og blev regelmæssig omkring 241 f.Kr. Embedet var beregnet til at give konsuler og prætorer mulighed for at fortsætte deres felttog uden afbrydelser: hvis eksempelvis en en konsuls embedsperiode var ved at udløbe midt i et felttog, kunne han blive forlænget (udpeget prokonsul) og fortsætte med at lede.
Prorogation skabte en embedsmand uden civil autoritet eller ansvar i Rom og tillod befalingsmænd at bevare deres stilling på ubestemt tid. Dette svækkede dog den tidsbegrænsede kontrol, som romerne normalvis havde over deres befalingsmænd. Prorogation – ved at tillade veterankommandører at bibeholde deres kommando, i stedet for at blive udskiftet med nogle nye (som potentielt havde lidt erfaring) – hjalp også med at øge chancerne for sejr. I den sene republik blev politik – ofte motiveret af enkeltpersoners ambitioner – afgørende for, hvem der fik forlænget deres kommandoer.
Nogle gange blev mænd, der ikke besad noget offentligt embeder – det vil sige private borgere (privati) – givet imperium og et promagistrat, normalvis begrundet i en opfattede militære nødsituationer. I den sene republik blev dette mest tydeligt eksemplificeret af Pompejus, der havde en række promagisterielle-poster, før han nogensinde havde besiddet et magistrat eller var tiltrådt Senatet. Med erhvervelsen af provinser uden for den italienske halvø samt udvidelsen af quaestiones perpetuae (permanente domstole) blev det normalt, at de provinsielle guvernører fik titlen promagistrat. I den sene republik blev praktisk talt alle guvernører udsendt som promagistrater.
Titlerne "prokonsul" og "proprætor" bruges ikke af Livius eller litterære kilder fra den republikanske æra. Disse romere så ikke et promagistrat som et formelt embede i republikken – men snarere som en administrativ foranstaltning.

## Juridisk effekt
En provincia (romersk provins) var oprindeligt en opgave (f.eks. krig med Karthago), der blev tildelt nogen – undertiden med geografiske grænser. Når sådanne territorier formelt blev annekteret, blev den faste geografiske enhed en "provins" i moderne termer, men i den tidlige og mellemste republik var "opgaven" oftest en militær kommando inden for et defineret operationsområde med uklare geografiske grænser.
Prorogation skabte ikke en ny kommandør eller endda klasse af generaler. Det tillod blot en magistrat at fortsætte med at udføre opgaver ud over embedsperioden. Mens Livius antyder, at prorogation forlængede en magistrats imperium, modsiges dette, idet dette imperium ikke var tidsbegrænset. Cicero besad f.eks. imperium selv efter, at hans guvernørperiode af Kilikien udløb.
Selvom moderne forskere ofte antager, at prorogation oprindeligt var tænkt som en måde at sikre, at en erfaren kommandør med praktisk viden om den lokale situation kunne afslutte et vellykket felttog, var forlængelsen af kommandoen i praksis underlagt "ustabil ad-hoc-politik". Og "usædvanlig politisk indflydelse" var påkrævet for prorogationer på mere end et år.
En romersk guvernør havde ret til – og blev normalt forventet – at blive i sin provins, indtil hans efterfølger ankom, selv når han ikke var blevet forlænget (promagistrat). I henhold til lex Cornelia de maiestate – vedtaget efter Sullas diktator-periode – var en guvernør forpligtet til at opgive sin provins inden for 30 dage. En promagistrat kunne ikke udøve sit imperium i Rom.

## Historie
De litterære kilder fra Livius og Dionysius af Halicarnassus nævner en række kommandører i den tidlige republik som værende prokonsuler eller propætorer. Moderne historikere mener, at brugen af disse titler primært er anakronistisk og selvmodsigende, da Livius bemærker, at den første udnævnelse af en promagistrat var i 327 f.Kr. I republikken efter 367 f.Kr. havde kun tre typer magistrater imperium: diktatorer, konsuler og prætorer. I begyndelsen blev udnævnelsen af diktatorer og magistri equitum brugt til at opfylde behovet for yderligere militære kommandører.
Den første registrerede prorogation og promagistrat var konsul Quintus Publilius Philo i 327 f.Kr. Senatet beordrede Philo – hvis konsulskab var ved at udløbe – at fortsætte med at udføre sine militære pligter, da han var på nippet til at erobre Palaepolis (nutidens Napoli) og fuldføre sin provincia (pålagt opgave). Det "forekom sandsynligvis uhensigtsmæssigt at sende en ny konsul til at overtage en kommando, der ville blive fuldført inden for få dage". Livius rapporterer, at tribunerne derefter fremsatte lovgivning, der sagde, at "når [Quintus Publilius' periode udløb] skulle han fortsætte med at lede kampagnen prokonsul, indtil han skulle bringe krigen med grækerne til ophør". Denne nyskabelse gjorde det muligt for Philo at beholde magten og ansvaret som en magistrat (med dertilhørende magt og autoritet), selvom han faktisk ikke var det. Romerne syntes ikke at være alt for bekymrede over den juridiske nyskabelse, der fandt sted, da Philos succes blev belønnet med en triumf, selvom hans konsulperiode var udløbet.
I de følgende årtier blev det almindelig praksis at udnævne prokonsuler, og udnævnelsen af proprætorer begyndte i 241 f.Kr. Under den anden og tredje samnitiske krig (326-290 f.Kr.) blev det en regelmæssig administrativ praksis at udpege promagistrater, hvilket tillod kontinuitet i militærkommandoen uden at krænke princippet om en årlig embedsperioder for magistrater. I 307 f.Kr. blev Quintus Fabius Maximus Rullianus den anden magistrat, der fik sin kommando forlænget. Men i årene 296–95 f.Kr. er der registreret adskillige prorogationer på én gang, herunder af fire promagistrater, der fik imperium, mens de var private borgere (privati). Territorial ekspansion og stigende militarisering førte til erkendelse af, at "nødsituationerne" var blevet en konstant tilstand, og et regelmæssigt system til tildeling af kommandoer udviklede sig.
Kommandører blev ofte prorogeret under den første puniske krig (264-241 f.Kr.). Under den anden puniske krig begyndte Rom at tildele private borgere både imperium (militær myndighed) og tildele dem til provincia (hermed forstået militære opgaver). Disse privati cum imperio kunne ikke triumfere, sandsynligvis på grund af deres mangel på et officielt magistrat. Den juridiske autoritet for dette kom direkte fra de suveræne beføjelser hos romerske forsamlinger, der derefter var i stand til at "udvælge enhver mand[,] uanset om han nogensinde var blevet valgt til embedet eller ej[,] og gøre ham til kommandør for enhver provins, de ønskede ". Disse privati cum imperio havde titler prokonsul eller proprætor, i stedet for almindelige magistrater.
Den første tilfælde, hvor en almindelig borger blev gjort til promagistrat, kan have været i 215 f.Kr. efter tabene ved Trebia, Trasimene og Cannae, da Marcus Claudius Marcellus blev valgt til konsul i stedet for Lucius Postumius Albinus, der var afgået ved døden. Han blev imidlertid tvunget til at træde tilbage, da augurerne opdagede fejl i hans valg; selvom folket alligevel vedtog love for give ham imperium og aligevel tildelte ham kommandoen over en konsulær hær. Nogle forskere argumenterer imidlertid for, at Marcellus' netop afsluttede prætor-embede betød, at han blot blev forlænget.
Det mest tydelige eksempel er dog, da Publius Cornelius Scipio (senere Africanus) fik tildelt en i den Iberiske Halvø i 211 f.Kr., før han havde haft noget magistrat. Efter hans fars og onkels død på den Iberiske Halvø ønskede ingen konsul eller prætor at tage denne provins. Folket tildelte derfor Scipio kommandoen og han fik den derfor også tildelt den nødvendige imperium og auspicium militiae. Efter Scipios sejr i 206 f.Kr. blev yderligere to privati cum imperio sendt til halvøen, som fortsatte under en sådan kommando indtil oprettelsen af to nye prætorer i 197 f.Kr. gjorde det muligt at sende årlige magistrater. Generelt blev prorogation næsten normen for provinserne Sicilien, Sardinien og Hispania grundet mangel på tilstrækkelige årlige magistrater.

## Typer

### Prokonsul
En prokonsul var en promagistrat der – som navnet antyder – havde myndighed til at handle på vegne af en konsul. Prokonsuler havde samme myndigheder som en konsul, og kunne derfor bl.a. kommandere en hær. En prokonsul var normalvis en tidligere konsul.
Under den romerske republik var der to konsuler ad gangen, som hver blev valgt for en et-årig periode. De kunne normalt ikke tjene to valgperioder i træk. Hvis en militær kampagne var i gang mod slutningen af en konsuls embedsperiode, kunne den øverstkommanderende konsul få sin kommando forlænget (som prokonsul), hvilket tillod ham at bibeholde kommandoen over hæren.  

### Proprætor
En propraetor var en promagistrat der – som navnet antyder – handlede i stedet for en prætor. I begyndelsen fortsatte prætorer, der blev forlænget ved med at handle som proprætor med de magtbeføjelser, som en prætor havde. Men gennem det andet århundrede begyndte proprætorer i stedet at blive tituleret efter den mere prestigefyldte prokonsul. Efter Sullas tid fik alle guvernører titlen prokonsul. En af de få undtagelser fra denne regel var en senatorisk afvisning af Octavian i 43 f.Kr., da han blev tildelt imperium og fik tildelt titlen proprætor, hvilket placerede ham med lavere status end alle andre promagistrater.
Hvis en guvernør døde i embedet, var det normalt, at hans kvæstor overtog kommandoen som proprætor. Det blev også normalt for legater i den sene republik at blive tituleret proprætor, hvis de selv var tildelt imperium. I den kejserlige periode blev kejserens legater tituleret proprætor, i overensstemmelse med praksissen i den sene republik; Kvæstorerne og legaterne for de offentlige provinser blev på dette tidspunkt ligeledes tildelt imperium og tituleret proprætor.

### Prokvæstor
En prokvæstor var en person, der påtog sig de administrative opgaver, som normalvis blev varetaget af en kvæstor. Dette blev normalt gjort i fraværet af en kvæstor – normalvis i tilfælde af død eller tilbagetræden. I sådanne tilfælde udpegede en guvernør normalt et medlem af hans stab: for eksempel udnævnte Gnaeus Cornelius Dolabella Gaius Verres til at tjene prokvæstor i 80 f.Kr. På andre tidspunkter blev tidligere kvæstorer sendt eller beholdt i titlen som prokvæstor. Men mere ekstraordinært – i fraværet af tilstrækkelige guvernører eller for at fuldføre en specifik opgave – kunne en tidligere kvæstor sendes som guvernør med titlen prokvæstor proprætor. For eksempel blev Marcus Porcius Cato sendt til Cypern som prokvæstor proprætor for at håndtere øens annekteringen.

### Procurator
Titlen procurator er ikke relateret til prorogation og er ikke et promagistrat. Procurator var oprindeligt agenter for rige mænd – senere af kejseren – som handlede på hans protektors vegne med hensyn til økonomiske anliggender.